# Conference of the birds (theater)
Conference of the birds is een Nederlands muziektheaterstuk dat in 2018 in Leeuwarden is opgevoerd.

## Oorsprong
Conference of the birds is de Engelse vertaling van de titel van een Perzisch gedicht (Perzisch: منطق الطیر, Manṭiq-uṭ-Ṭayr, ofwel مقامات الطیور, Maqāmāt-uṭ-Ṭuyūr), dat in het Nederlands is vertaald als De samenspraak van de vogels. In het gedicht wordt verhaald hoe de vogels van de wereld samen komen om op zoek te gaan naar de Simoerg, de koning van de vogels. Na een zware tocht over zeven valleien bereikt een deel van de vogels het doel. De vogels symboliseren dolende menselijke zielen.

## Theaterstuk
In Nederland bewerkte Falk Richter het gedicht voor een muziektheaterstuk dat is uitgevoerd in de zomer van 2018. Dit theaterstuk onder de titel 'Conference of the birds' vormde een onderdeel van de activiteiten van Leeuwarden-Fryslân 2018. . Behalve door honderden Friese amateurmuzikanten werd medewerking verleend door de trompettist Eric Vloeimans, en dansers en acteurs van het Noord Nederlands Toneel en Club Guy & Roni. De muziek voor het theaterstuk is gemaakt door Sytze Pruiksma, die tevens een groot deel van de percussie voor zijn rekening nam, en de regie was van Guy Weizman.
De voorstelling was onderdeel van  het project "Koning van de weide" (Kening fan ‘e Greide) rond de bedreiging van de Grutto.
Het stuk wilde drie zaken naar voren brengen: de teloorgang van de natuur, het belang van kunst en (de regionale) cultuur en de kracht van het collectief.

## Andere versies
Van de Conference of the birds bestaan buiten Nederland verschillende andere theaterbewerkingen. Peter Brook en Jean-Claude Carrière maakten een toneelstuk onder de naam La Conférence des oiseaux en voerden dit o.a. op in Afrika. In 2018 is een nieuwe theaterversie gemaakt en opgevoerd in Boston door het ANIKAYA Dance Theater. 
. In dit stuk worden actuele kwesties van migratie en multiculturaliteit aan de orde gesteld.